# 小行星4534
小行星4534（英語：4534 Rimskij-Korsakov）是一颗围绕太阳公转的小行星。1986年8月6日，尼古拉·切爾尼赫在克里米亚发现了此天体。
这颗小行星的绝对星等为311.5375015731688等。